# Hai Yorokonde
«Hai Yorokonde» (яп. はいよろこんで, дословно — «да, с удовольствием») — песня японского музыканта и интернет-знаменитости Kocchi no Kento, выпущенная в качестве сингла Blowout Inc. 27 мая 2024 года. Авторами «Hai Yorokonde» выступили Kocchi no Kento и GRP. Песня в жанре поп с быстрым темпом и меланхоличным наполнением повествует о повседневной рутине рабочих, чей стресс достигает максимума, пока они не исполняют танец «гиригири», который содержит в себе послание SOS из азбуки Морзе. Обложку и клип к песне создал Кадзуя Канехиса с отсылкой на мангу и аниме эпохи Сёва 1950-х и 1960-х годов.
Вскоре после релиза песня стала вирусной в Японии, возглавив чарт Billboard Japan Heatseekers Songs, а также достигнув пятого места в Japan Hot 100 и третьего места в Global Japan Songs Excl. Japan. Английская версия, переведённая Синтаро Наомикой из Penthouse, была выпущена 31 июля 2024 года. Дебютное исполнение песни Kocchi no Kento на телевидении состоялось в программе CDTV Live! Live! 5 августа 2024 года.

## Команда
- Kocchi no Kento — вокал, текст песни, композиция
- GRP — композитор, аранжировка
- Мидори Фурусава — запись
- Хидеки Атаки — микширование
- Кадзуя Канехиса — клип, обложка

## Чарты
| Чарт (2024)                         | Высшая позиция |
| ----------------------------------- | -------------- |
| Global Excl. US (Billboard)         | 116            |
| Japan (Japan Hot 100)               | 5              |
| Japan Heatseekers (Billboard Japan) | 1              |
| Japan Combined Singles (Oricon)     | 10             |
| South Korea Download (Circle)       | 122            |